# Marapu

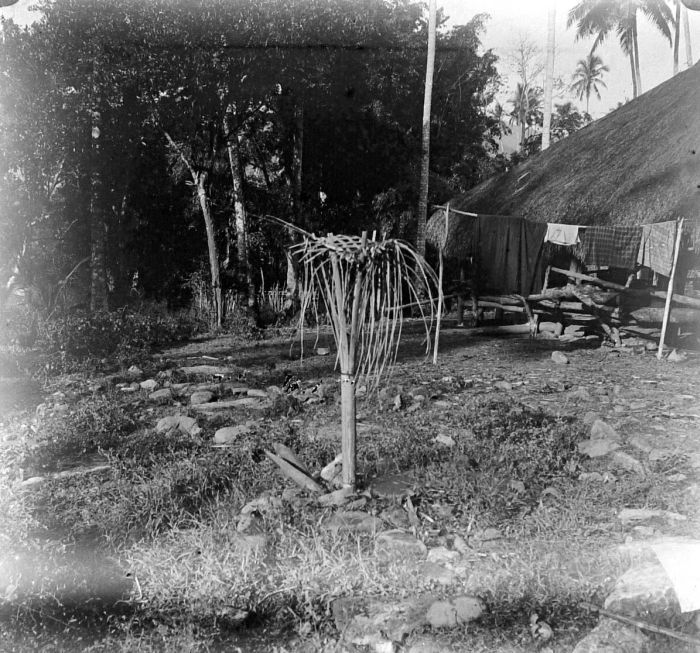
Dorpsofferpaal (katoda paraing) in kampong Prai Kareha in Zuid-Sumba

Een Marapu is een bemiddelaar tussen God en de mensen. Het is een begrip uit de religie van het Indonesische eiland Sumba. Het woord "marapu" betekent letterlijk 'de zeer verhevene', 'de zeer vereerde'.

Het oorspronkelijke geloof op Sumba (Soemba), dat ook tegenwoordig nog veel voorkomt, wordt marapu-godsdienst genoemd en wordt gerekend tot de Animistische religies.

## Verklaring van het woord "marapu"
Het woord 'marapu' wordt als volgt verklaard: 'ma' en 'ra' zijn voorvoegsels die elkaar versterken en 'pu' betekent 'verheven'. De betekenis van marapu is: 'de zeer verhevene', 'de zeer vereerde'.

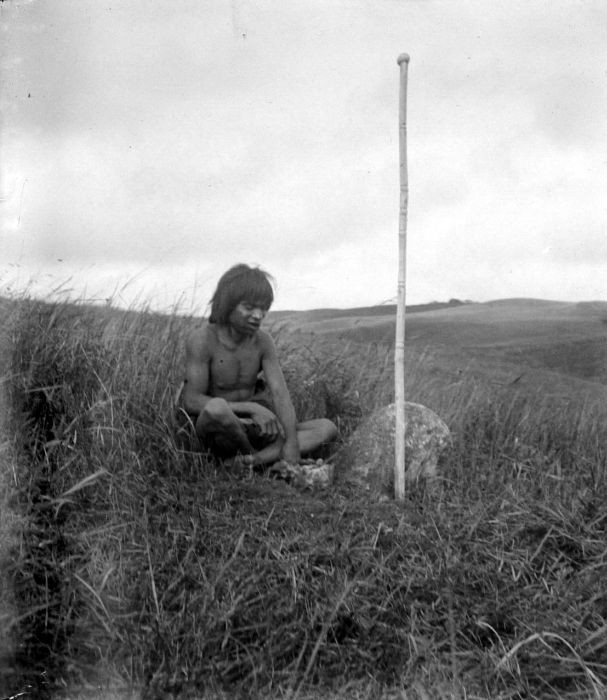
Een man van Sumba brengt een offer bij een offerpaal (katoda roeha)

## Godsbegrip in de "marapu-godsdienst"
Er is een schepper-god, die boven de voorouders staat. Deze god heeft verschillende namen: de ene naam is 'Ina Pakawurungu-Ama Pakawurungu' (Moeder en vader, van wie de naam alleen fluisterend wordt genoemd). Deze god maakte de eerste mensen. De andere naam luidt: 'Ndewa mbulungu-Pahomba mbulungu' (enige dewa en somba) of 'Ndewa luri-pahomba luri' (levende dewa en somba). Deze schepper-god wordt nooit rechtstreeks aangesproken. Gebeden wordt tot de marapu's, de bemiddelaars tussen god en de mensen.
- Met dewa en somba wordt de ziel bedoeld die in bijzondere mate aanwezig is bij de hoogste god, maar ze zijn ook in ieder mens te vinden. Dewa is de ziel van de levende mens, somba is de schaduw van de al lang geleden gestorven voorouder die alweer verenigd is met de hoogste god. Maar somba (ook homba) is ook aanwezig in de levenden als een onpersoonlijke levenskracht. Anderen menen dat dewa na het sterven leeft in de dodensteden terwijl somba boven in het typische Sumbanese huis onder het hoge puntige dak woont.
- De eerste voorouders (zoals Umbu Walu Mandoko, volgens de mythen de eerste bewoner van Sumba en andere mythische figuren) worden als goden vereerd. Zij worden marapu ratu (vorstelijke marapu's) genoemd. Zij zijn de belangrijkste bemiddelaars tussen god en de mensen. Toch worden velen van hen niet bij name gekend. Verering ontvangen zij voornamelijk van de vorsten en tijdens heel grote feesten. Veel meer aandacht krijgen de lagere marapu's, de voorouders van de "kabihu". (De kabihu bestaat uit een aantal familiegroepen (clans), die allen afstammen van dezelfde voorouder.)

## Verdere gebruiken
- Offerplaatsen en offerfeesten komen vaak voor. In de stamdorpen zijn er speciale adat-huizen voor de eredienst. In de kleinere dorpen en in elk huis is altijd een plaats voor de aanbidding, vaak bestaande uit een offersteen (katoda) of offerplankje.
- Ook wordt op Sumba grote waarde gehecht aan voorouderverering.

Het christendom op Sumba is nog steeds sterk vermengd met Marapu-elementen. De marapu-religie wordt in Indonesië (nog) niet erkend als officiële godsdienst hetgeen diverse problemen voor de aanhangers van dit geloof met zich mee brengt.